# Колібія
Колібія (Collybia) — рід грибів родини трихоломові (Tricholomataceae). Назва вперше опублікована 1857 року.

## Назва
Назва походить від слова «collybos», що означає «копійка», через схожість шапинки з копійкою.

## Будова
Гімнокарпні, середнього та дрібного розміру гриби. Шапинка опукла, згодом розпростерта. Пластинки прирослі, білі, білуваті або жовтуваті. Спорова маса біла, кремова або рожева. Ніжка хрящувата, має порожнину. М'якуш білий або білуватий, хрящуватий.

## Поширення та середовище існування
Росте на ґрунті, пеньках, підстилці у хвойних та листяних лісах.

### Поширення в Україні
За «Визначником грибів України» 1979 року — в Україні 17 видів. Деякі з цих видів згодом були перенесені до інших родів, зокрема, колібія лісолюбна (Collybia dryophila (Bull.) P. Kumm., 1871) та колібія веретенонога (Collybia fusipes (Bull.) Quél. 1872) перенесені до роду гімнопус (гімнопус лісолюбивий — Gymnopus dryophilus (Bull.) Murrill, 1916 та гімнопус веретеноногий — Gymnopus fusipes (Bull.) Gray, 1821), колібія рудувато-сіра (або колібія масляна — Collybia butyracea (Bull.) P. Kumm., 1871) та колібія плямиста (Collybia maculata (Alb. & Schwein.) P.Kumm., 1871) перенесені до роду родоколібія (родоколібія масляна — Rhodocollybia butyracea (Bull.) Lennox, 1979 та родоколібія плямиста — Rhodocollybia maculata (Alb. & Schwein.) Singer, 1939).

## Практичне використання
Деякі види їстівні, отруйних немає, деякі неїстівні.

## Види
База даних Species Fungorum станом на 27.10.2019 налічує 255 видів роду Collybia (докладніше див. Список видів роду колібія).

## Галерея

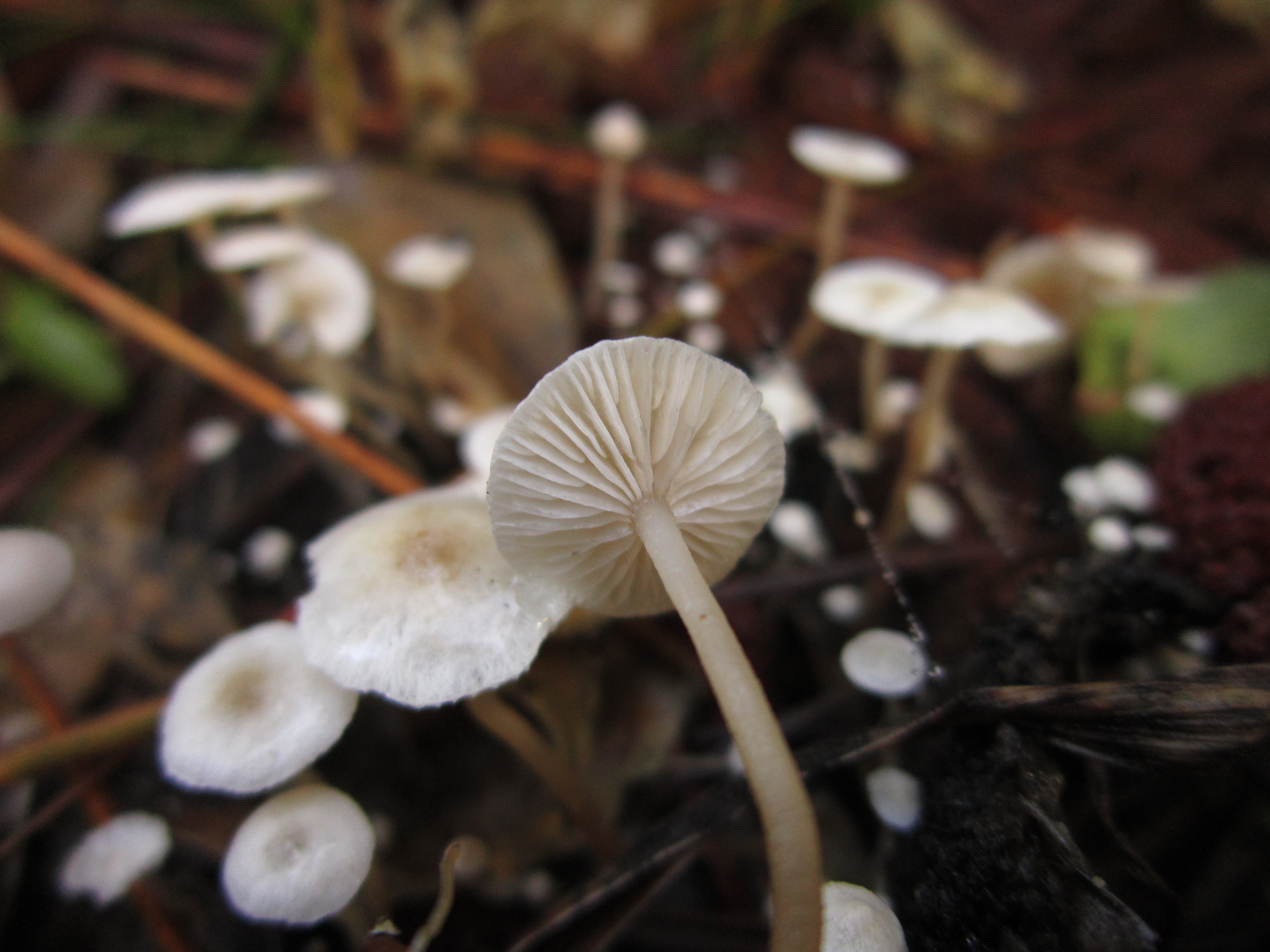
Collybia cirrhata
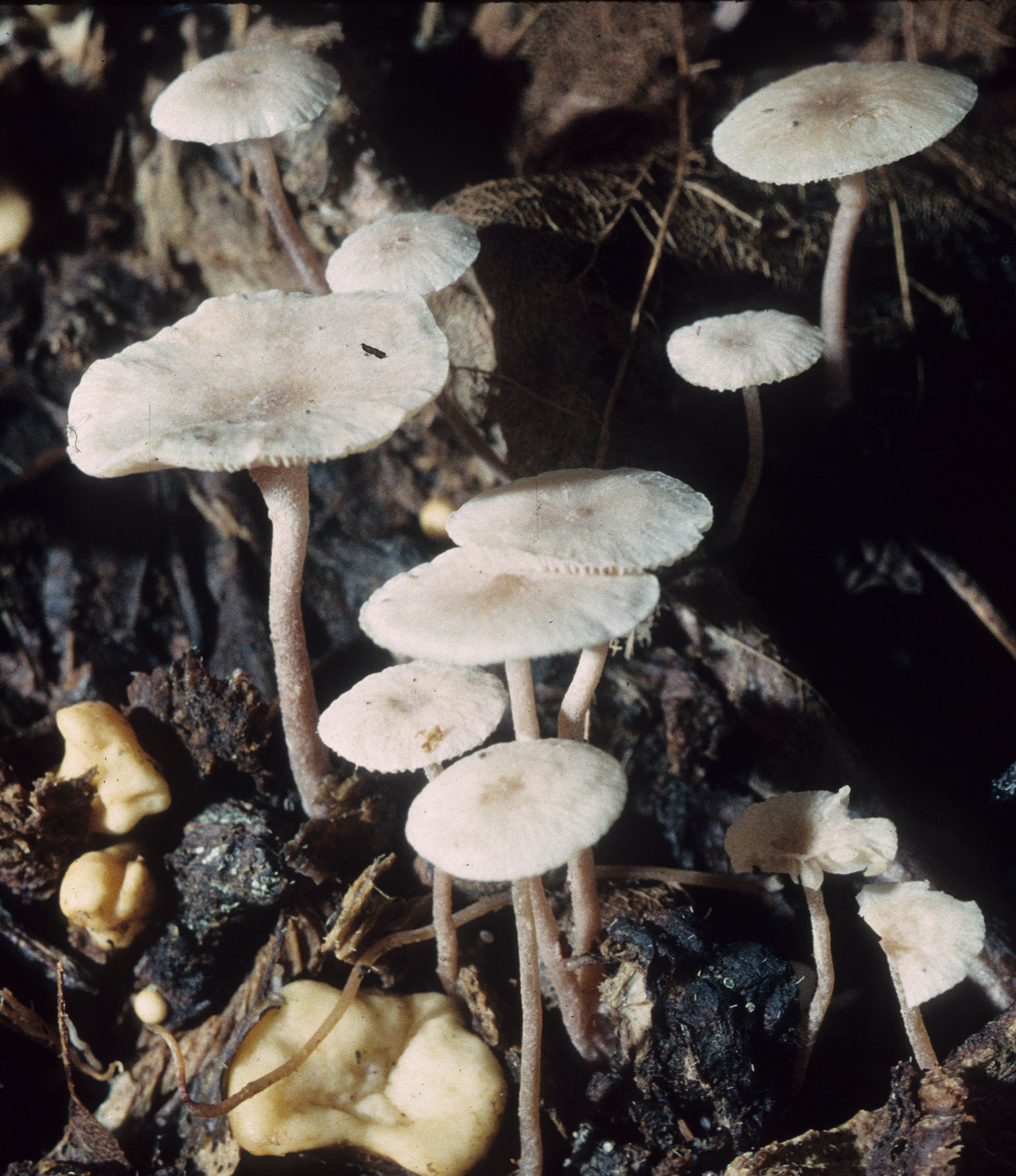
Collybia cookei
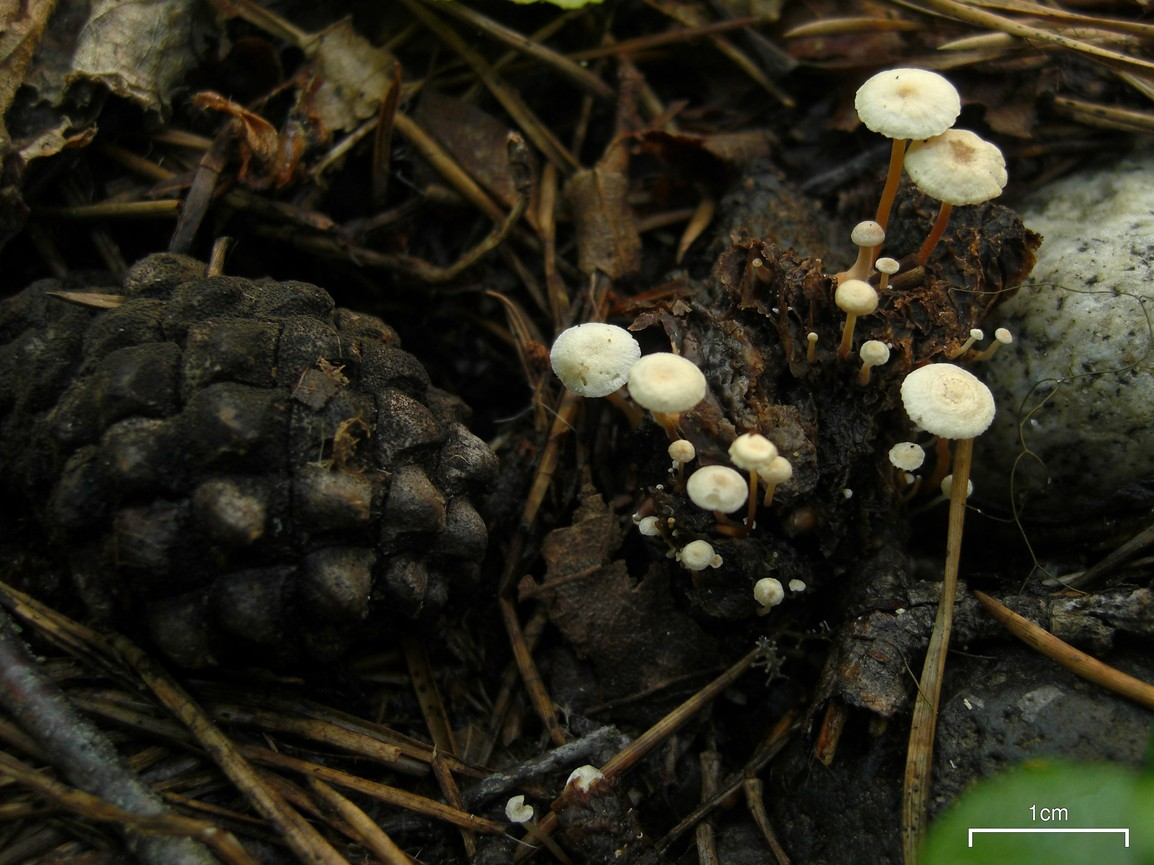
Collybia tuberosa